# Nikolai Nikolajewitsch Jelanski
Nikolai Nikolajewitsch Jelanski (russisch Николай Николаевич Еланский; * 20. Apriljul. / 2. Mai 1894greg. 1894 in Nowochopjorsk; † 31. August 1964 in Moskau) war ein russisch-sowjetischer Chirurg.

## Leben
Nach seinem Studienabschluss an der Kaiserlichen medizinisch-chirurgischen Akademie in Sankt-Petersburg trat Jelanski als Sanitätsoffizier in den zaristische Armee ein. Während des Studiums war er Assistent bei August Bier in Berlin.
1923 führte er den ersten Blutgruppen-Test in der UdSSR ein.
Als Militärarzt sorgte Jelanski für die Evakuierung der Verwundeten im Japanisch-Sowjetischen Grenzkonflikt (1938/39) per Flugzeug, damals ein Novum.
Während des Zweiten Weltkriegs war Nikolai Jelanski Generalarzt von Shukows Westarmee. Von 1947 bis 1955 war er Hauptchirurg des Verteidigungsministeriums. In die Zeit fiel u. a. die Versorgung der Erdbebenopfer von Aschgabat (1948).
Sein Lehrbuch Военно-полевая хирургия (1941) wurde unter dem Titel Grundlagen der Feldchirurgie ins Deutsche übersetzt.

## Auszeichnungen (Auswahl)
- Held der sozialistischen Arbeit (1964)
- Verdienter Arbeiter der Wissenschaft und Technologie der RSFSR
- Stalinpreis 3. Stufe (1952)
- Medaille „Sieg über Deutschland“
- Medaille „Für den Sieg über Japan“
- Medaille „Für die Einnahme Wiens“